# Elektronski mikroskop
Elektronski mikroskop izumljen u Nemačkoj 1932, a širu je biološku primenu ostvario je tokom ranih pedesetih, s radom Đeorga Palada, Fritiofom Sjestrandom, i Kitom Porterom, koji su bili među njegovim prvim istaknutim korisnicima. Umesto vidljive svetlosti i optičkih sočiva, elektronski mikroskop koristi zrake elektrona, koje usmerava fokusirajući elektromagnetno polje. Talasna dužina elektrona je znatno kraća od talasne dužine fotona vidljive svetlosti, te je granična rezolucije elektronskog mikroskopa puno manja od one svetlosnog mikroskopa: oko 0,1 - 0,2 nm za elektronski mikroskop u poređenju s oko 200 - 350 nm za svetlosni mikroskop. Međutim, za biološke uzorke stvarna granica rezolucije obično nije niža od 2 nm ili je viša, zbog problema s pripremom preparata i kontrastom. Elektronski mikroskop ima oko 100 puta veću moć razlučivanja od svetlosnog mikroskopa. Konsekventno je i iskoristivo povećanje takođe veće: do 100.000 puta kod elektronskog mikroskopa, u poređenju sa 1000 do 1500 puta kod svetlosnog mikroskopa. Na taj je način, posmatrajući elektronskim umesto svetlosnim mikroskopom, moguće je zapaziti mnogo više detalja u građi ćelije.
Najviše su u upotrebi transmisijski i skenirajući elektronski mikroskopi. Primena elektronskoga mikroskopa vrlo je široka. Poznavanje strukture čvrstih materija, od koje zavise njihova svojstva, može rešiti mnoge probleme hemije, fizike, metalurgije, mineralogije, geologije i biologije. Nizom elektronskomikroskopskih snimaka moguće je pratiti pojedine faze različitih procesa, kao na primer proces razvijanja u fotografiji i proces katalize, istraživanjem strukture vlakana razjašnjavaju se makroskopska svojstva tkiva, a mogućnost promatranja sveta bakterija i virusa, makromolekula, ćelija i mnogih pojedinosti strukture organizma proširuje područje istraživanja biologije i medicine.

## Način rada
S optičkim mikroskopom koji se zasniva na običnoj svetlosti ne mogu se videti predmeti čija je dužina manja od talasne dužine upotrebljene svetlosti. Moć uvećavanja (razlučivost) optičkog mikroskopa ograničena je talasnom dužinom svetlosti. Moć uvećavanja mikroskopa je najmanji razmak između dve čestica, od kojih objektiv mikroskopa daje za svaku posebnu sliku tako da se ne slivaju zajedno. Ova je činjenica dala osnovu da se katodni zraci, to jest roj elektrona koji je znatno manje talasne dužine, upotrebi za izgradnju elektronskog mikroskopa. eksperimenti su naime pokazali da se elektroni određene brzine odnosno energije ponašaju kao talasi određene talasne dužine, te da može doći do interferencije. Takođe se pokazalo da se svi elektroni koji izlaze iz jedne tačke, a prolaze uzduž jedne električne zavojnice, opet sastaju u jednoj tački. Ta činjenice je omogućila stvaranje elektronske optike. Elektronska optika sastoji se od elektronske leće koje mogu biti magnetske i elektrostatske. U donjem delu leće silnice se razilaze od ose, pa bi ovde trebalo da nastane divergencija elektronskog snopa. Međutim budući da sada elektroni imaju veću brzinu zbog pređenog električnog napona od 4 000 , njihovo je rasturanje od ose je manje. Drugim rečima, nastaje konvergencija elektronskih zraka, pa elektrostatska leća deluje kao sabirna leća.
Prema vrsti leća razlikuju se magnetni i elektrostatički mikroskop. Kod elektronskog mikroskopa s magnetnim lećama kao izvor svetlosti upotrebljava se katodna cev, pa se elektronski snop koncentriše na predmet pomoću prve magnetske leće. Druga magnetska leća daje uvećanu sliku predmeta koju ponovo povećava treća magnetska ili projektorska leća. Pritom put, kojim prolaze elektroni mora biti vakuum. Pritisak u mikroskopu iznosi oko 10-6 bara. Slika predmeta se dobije na fluorescentnom zastoru ili na fotografskoj ploči. Snaga elektronskog mikroskopa, to jest njegova rastvorna moć zavisi od primenjenog električnog napona koji obično iznosi od 20 do 50 kV. 
To znači da je zapravo povećanje elektronskog mikroskopa neograničeno. Potrebno je samo povećati brzinu elektrona, to jest skratiti njihovu talasnu dužinu. To se pak postiže povećanjem napona između katode i anode u izvoru elektrona. U današnje vreme se grade elektronski mikroskopi za povećanje i preko 30 000 puta.

### Magnetska leća
Magnetska leća se sastoji od električne zavojnice sa fiksnim brojem zavoja kroz koje protiče električna struja određene jačine. Od dimenzija ove zavojnice, njenog oblika i broja zavoja zavisi žižna daljina. Kroz zavojnicu prolazi snop divergentnih zraka iz izvora A. Elektroni će zbog delovanja magnetskog polja na električni provodnik opisivati zavojitu stazu koja će se savijati sve više prema osi magnetske leće. Zbog toga nastaje fokusiranje, pa se u tački B dobija slika izvora A. Odatle sledi da i magnetska leća ima svojstva sabirne leće.

## Vrste
Postoji više vrsta elektronskih mikroskopa. Dva osnovna oblika su: transmisioni elektronski mikroskop (TEM) i skenirajući elektronski mikroskop (SEM). Transmisioni i skenirajući elektronski mikroskopi su slični po tome što se oba primenjuju zrak elektrona, ali za stvaranje slike koriste različite mehanizme. TEM sliku oblikuje pomoću elektrona koji se odašilju kroz preparat. SEM skenira površinu preparata te sliku oblikuje otkrivajući elektrone koji se odbijaju od spoljnje površine preparata. Skenirajuća elektronska mikroskopija je neobična tehnika zbog utiska dubine koji se stiče posmatranjem prikazanih bioloških struktura.
Zbog niske prodorne snage elektrona, uzorci koji se pripremaju za elektronsko mikroskopiranje moraju biti izuzetno tanki. Sprava koja se koristi za tu svrhu naziva se ultramikrotom. Opremljena je dijamantskim nožićem i može rezati preseke debljine do 20 nm. Postojeći deblji preparati se takođe mogu posmatrati elektronskim mikroskopom, ali je u tom slučaju potreban znatno veći pogonski napon kako bi se dovoljno povećala prodorna snaga elektrona. Takav visokonaponski elektronski mikroskop koristi pogonski napon od nekoliko hiljada kilovolta (kV), što je znatno više u odnosu na raspon od 50 - 100 kV koliko je potrebno većini konvencionalnih instrumenata. Preseci do 1  debljine se mogu proučavati isključivo s takvim visokonaponskim instrumentima. Tolika debljina omogućava detaljnije istraživanje organela i drugih ćelijskih struktura.

### Transmisioni elektronski mikroskop
Transmisioni elektronski mikroskop koristi se za posmatranje uzoraka koji su za elektrone propusni, pa zato debljina uzoraka retko može biti veća od 1 μm. Po građi je sličan optičkom mikroskopu, ali radi u uslovima visokog vakuuma. Kao izvor elektronskog snopa služi elektronski top. Njega čini katoda, obično volframska nit, koja zagrejavanjem emituje elektrone (termionska emisija), Vehneltov cilindar za fokusiranje elektronskog snopa, te anoda s velikom razlikom potencijala prema katodi. Zbog te se razlike elektroni snažno ubrzavaju i njihov se snop prvom elektronskom lećom, koja ima ulogu kondenzora, usmerava na uzorak (elektronska optika). Prolaskom kroz uzorak elektroni se u susretu s atomima raspršuju srazmerno debljini i gustini područja na koje nailaze. Preostali, neraspršeni elektroni čine elektronsku sliku uzorka, koja se povećava sistemom elektronskih leća (leća objektiva, međuleća, projektorska leća). Konačna slika nastaje na fluorescentnom zaslonu, a njezini tamni delovi odgovaraju debljim i gušćim područjima uzorka. Kvalitet slike zavisi od vrste kontrasta, koji može biti difrakcioni ili fazni. Pri difrakcionom kontrastu postoje slike svetlog i tamnog polja, koje imaju inverzan kontrast, a povezane su s difrakcionom slikom istog područja promatranog na mikrografiji. Iz difrakcione se slike prepoznaje simetrija posmatranog uzorka, a smerovi iz difrakcione slike direktno se prenose u elektronsku sliku svetlog polja, tamnog polja ili na sliku visokog razlučenja koja se temelji na faznom kontrastu. Na temelju difrakcione slike moguće je odrediti kristalnu strukturu. Međutim, kvantitativna informacija o mikrostrukturi materijala može se dobiti detaljnom korelacijom difrakcione i elektronske slike. Difrakcioni kontrast odslikava detalje veće od 1,5 nm, a fazni kontrast daje razlučivanje na nivou atoma. Kako elektronski snop putuje u vakuumu, posebni uređaji omogućuju izmenu uzoraka bez prisustva vazduha.
Transmisioni elektronski mikroskop svojim velikim korisnim povećanjem i sposobnošću razlučivanja znatno nadmašuje mogućnosti optičkog mikroskopa, jer je talasna dužina elektronskog zračenja mnogo manja od talasne dužine svetlosti. Naime, maksimalna razlučivost mikroskopa (najmanja udaljenost dve tačke na kojoj ih je moguće razlikovati) ograničena je talasnom dužinom zračenja koje prolazi kroz uzorak, a odabirom zračenja manjih talasnih dužina postiže se bolja razlučivost. Današnja se granica razlučivanja najsnažnijih transmisionih elektronskih mikroskopa približava iznosu od 0,1 nm uz povećanje slike od 1,5 miliona puta, a to je dovoljno za istraživanje molekularne strukture, pa i za raspoznavanje atoma u kristalima.

### Skenirajući elektronski mikroskop
Skenirajući ili rasterski elektronski mikroskop služi za proučavanje reljefa površine uzoraka, koji mogu biti i masivni, za elektrone nepropusni, a njime se može vrlo dobro oslikati trodimenzionalnost uzorka. Sistemom elektronskih kondenzorskih leća elektroni se fokusiraju (žarište) u vrlo uzak snop, koji se otklonskim elektronskim lećama usmerava na površinu uzorka i tako je, tačku po tačku, pretražuje u obliku rastera. Delovanje snopa na površinu uzrokuje emisiju sekundarnih elektrona, koje je u emisijskom načinu rada moguće registrirati kao sliku na zaslonu katodne cevi. S obzirom na način zapisivanja signala koji nastaju interakcijom elektronskog snopa i površine razlikuju se refleksijski, apsorpcijski, transmisioni, rendgenski i katodoluminiscentni način rada.

## Specifične tehnike u elektronskoj mikroskopiji
U elektronskoj mikroskopiji je razvijeno više specifičnih tehnika, od kojih je svaka tek drugačiji način pripremanja uzorka za transmisijsko elektronsko mikroskopiranje. Ovdje navodimo samo neke.
Tehnikom negativnog bojenja se uzorci ne režu na ultratanke prereze već se umesto toga jednostavno odlažu u gustu elektronsku boju, omogućavajući netaknutom preparatu da sliku stvara izdvajajući se od tamno obojene pozadine. Ova je tehnika očigledno primjenjiva isključivo na vrlo male predmete poput virusa ili izolovanih organela, ali omogućava da se izgled oblika i površine proučava na još uvijek netaknutim predmetima.
Frakturiranje zamrzavanjem uključuje načelno različite načine pripreme uzorka. Umjesto rezanja ravnomjernih presjeka ili proučavanja cjelovitog materijala, preparati se podvrgavaju naglom zamrzavanju – obično u tečnom azotu – a onda se udaraju oštrim rubom sječiva. Ovo uzrokuje lomljenje (frakturu) preparata po linijama prirodne slabosti, što su u većini slučajeva prazni prostori u membranama. Tanki sloj metala sa zgusnutim elektronima, poput zlata ili platine se tehnikom "zasjenjivanja" nanosi na površinu uzorka stvarajući kopiju preparata od zlata ili platine. Kopija se potom proučava TEM-om. Iz razloga što linija loma prolazi kroz prazne prostore u membranama gdje god je to moguće, kopija nastala ovim postupkom je vjeran prikaz unutrašnjosti membrana. Proučavanje uzoraka frakturiranja zamrzavanjem je u velikoj mjeri doprinelo našem razumijevanju građe membrana.

## Važnost
Elektronska mikroskopija je, ostvarujući detaljna ultrastrukturna istraživanja, iz temelja promenila razumevanje građe ćelija. Neke se organele (poput jezgra ili mitohondrija) dovoljno dobro vide i korišćenjem svetlosnog mikroskopa, ali se uz pomoć elektronskog mikroskopa mogu vršiti mnogo detaljnija istraživanja. Pored toga, elektronska mikroskopija je otkrila ćelijske strukture koje su premalene da bi se mogle primetiti svetlosnim mikroskopom. One uključuju ribozome, membrane, mikrotubule, i mikrofilamente.